# Frederikke Lindhardt
Frederikke Boline Lindhardt (født 2. november 1997) er en kvindelig dansk fodboldspiller, der spiller midtbane Brøndby IF i Gjensidige Kvindeligaen og Danmarks U/23-kvindefodboldlandshold.

## Meritter

### Klub
Brøndby IF
Elitedivisionen 
- Guld: 2018-19
- Sølv: 2017-18

Sydbank Kvindepokalen 
- Sølv: 2018
- Sølv: 2019